# Salón de la Fama del Videojuego
El Salón de la Fama del Videojuego (abreviado como SFV por sus siglas en español) es una organización internacional de tipo salón de la fama que agrupa a las entregas de videojuegos más destacadas a través de la historia, el salón se abrió el 4 de junio de 2015. Está situado en el Museo Nacional del Juego en la eGameRevolution exhibición; la administración del salón es supervisada por The Strong y el Centro Internacional para la Historia de los Juegos Electrónicos. El creador del Salón de la Fama del Videojuego es Jon-Paul C. Dyson, vicepresidente de Investigación y Desarrollo de The Strong y director del Centro Internacional para la Historia de los Juegos Electrónicos.
Los videojuegos son elegibles para el Salón de la Fama del Videojuego al cumplir cuatro criterios básicos:
- Estado de icono: es ampliamente reconocido y recordado

- Longevidad: es más que una moda pasajera y ha disfrutado de popularidad a lo largo del tiempo

- Alcance geográfico: cumple los criterios anteriores a través de las fronteras internacionales

- Influencia - ha ejercido una influencia significativa en el diseño y desarrollo de otros juegos, en otras formas de entretenimiento, o en la cultura popular y la sociedad en general.

## Promoción del 2015
Las nominaciones del público en general fueron aceptadas del 17 de febrero de 2015 al 31 de marzo de 2015. Los finalistas fueron elegidos por un comité interno, mientras que un comité de selección internacional integrado por periodistas, académicos y otras personas eligen a los nuevos integrantes del salón de fama.
Los finalistas son (miembros inaugurales en negrita):
- Doom (1993)
- Pac-Man (1980)
- Pong (1972)
- Super Mario Bros. (1985)
- Tetris (1984)
- World of Warcraft (2004)
- Angry Birds (2009)
- FIFA International Soccer (1993)
- The Legend of Zelda (1986)
- Minecraft (2011)
- The Oregon Trail (1971)
- Pokémon Rojo y Azul (1996)
- The Sims (2000)
- Sonic the Hedgehog (1991)
- Space Invaders (1978)

## Promoción del 2016
Las nominaciones fueron nuevamente aceptadas por el público. Los finalistas se anunciaron el 19 de marzo de 2016, y los participantes se anunciaron el 5 de mayo de 2016. Los finalistas fueron (con los participantes en negrita):
.
Los finalistas fueron (en negrita los participantes):
- Finalistas en espera de 2015:

- - The Legend of Zelda (1986)
  - The Oregon Trail (1971)
  - Los Sims (2000)
  - Sonic the Hedgehog (1991)
  - Space Invaders (1978)
  - Minecraft (2011)
  - Pokémon Rojo y Verde (1996)

- Nuevos finalistas para 2016:

- - Grand Theft Auto III (2001)
  - Elite (1984)
  - Final Fantasy (1987)
  - John Madden Football (1988)
  - Nürburgring (1975)
  - Sid Meier's Civilization (1991)
  - Street Fighter II: The World Warrior (1991)
  - Tomb Raider (1996)

## Promoción del 2017
Las nominaciones fueron nuevamente aceptadas en línea por parte del público. Los finalistas fueron anunciados el 16 de marzo de 2017, y los inducidos fueron anunciados el 4 de mayo de 2017.
Los finalistas fueron (con los participantes en negrita):
- Finalistas en espera de 2015:

- - Pokémon Rojo y Azul (1996)

- Finalistas en espera de 2016:

- - Street Fighter II: The World Warrior (1991)
  - Tomb Raider (1996)

- Nuevos finalistas para 2017:

- - Donkey Kong (1981)
  - Halo: Combat Evolved (2001)
  - Final Fantasy VII (1997)
  - Microsoft Solitaire (1991)
  - Mortal Kombat (1992)
  - Myst (1993)
  - Portal (2007)
  - Resident Evil (1996)
  - Wii Sports (2006)

## Promoción del 2018
Las nominaciones fueron una vez más aceptadas en línea por el público. Los finalistas se anunciaron el 27 de marzo de 2018.
Los finalistas son:
- Finalistas en espera de 2015:

- - Minecraft (2011)

- Finalistas en espera de 2016:

- - John Madden Football (1988)
  - Tomb Raider (1996)

- Finalistas en espera de 2017:

- - Final Fantasy VII (1997)

- Nuevos finalistas para 2018:

- - Spacewar! (1962)
  - Asteroides (1979)
  - Call of Duty (2003)
  - Dance Dance Revolution (1998)
  - Half-Life (1998)
  - La Búsqueda del Rey I (1984)
  - Metroid (1986)
  - Ms. Pac-Man (1981)